# Хашим Кучук Хоки
Хашим Кучук Хоки (Фојница, 31. март 1946 – ауто-пут Београд-Суботица, код Ковиља, 26. новембар 2002) био је босанскохерцеговачки певач народне музике.

## Биографија
Рођен је 31. марта 1946. године у Фојници. У родном граду је био мујезин пуних четрнаест година. Прву своју песму, „Нема те више Алија, оче мој“, снимио је 1964. године.
Његов највећи хит била је песма „Наздравите другови“ („Пијем да је заборавим“) 1971, која се својевремено продавала и до 50.000 примерака дневно.
Од 1970-их је имао посебан изглед, некарактеристичан за тадашње певаче народне музике: носио је мало дужу косу, тамне наочаре и имао битлсовски имиџ. За њега је био везан и први јавни скандал у Југославији 1972. године, када се као први певач с естраде јавно разголитио, до паса, сликавши се за постер тада тиражног листа „Сања“.
Почетком 1980-их се повукао са музичке естраде, а затим је отишао да живи у Сједињене Америчке Државе. Тамо је, међутим, 1991. године био осуђен на затворску казну, јер је у исто време био у законској вези са две жене; уз то је изгубио и сву своју имовину коју је стекао у САД (кућа, ресторан и новац). Иако осуђен, није служио затворску казну, јер је био депортован у Југославију. Након тога му је неко време био забрањен долазак у САД.
По повратку из САД, живео је у изнајмљеном стану у Новом Саду са супругом Миљаном, сином Даријом Титом и ћерком Уном.
Током своје каријере, продао је више од 40 милиона носача звука.
Намеравао је да се врати на естраду, али је смрт прекинула његове планове. Погинуо је 26. новембра 2002. године у саобраћајној несрећи на ауто-путу Београд-Суботица, код Ковиља. Сахрањен је на локалном гробљу у селу Сакуле.

## Приватни живот
Био је у браку 10 пута и добио 11 деце. Био је велики поштовалац лика и дела Јосипа Броза Тита, те је по њему назвао двоје своје деце (Алија Тито и Дарио Тито).

## Фестивали
- 1970. Илиџа - Туго, моја туго, друга награда публике
- 1971. Илиџа - Опрости љубави / Како другу да заволим
- 1971. Београдски сабор - Сећај се срце, друга награда публике
- 1972. Илиџа - Емина
- 1972. Београдски сабор - Ја сам ноћас најтужнији, прва награда публике
- 1973. Илиџа - Срце те моје моли
- 1974. Илиџа - За љубав се живи
- 1975. Југословенски фестивал Париз - Ти си моја љубав

## Дискографија
- 1970 — Јаране, јаране
- 1970 — Туго моја туго
- 1970 — Забрањена љубав
- 1971 — Опрости љубави
- 1971 — Пијем да је заборавим
- 1971 — Пјевај пријатељу
- 1971 — Сећај се срце
- 1971 — Тужна је врба
- 1972 — Драге наше таште
- 1972 — Емина (Илиџа)
- 1973 — Фадила
- 1973 — Ја нећу тугу
- 1973 — Нема те више Алија
- 1973 — Ој дјевојко ђинђо моја
- 1973 — Срце те моје моли
- 1974 — За љубав се живи
- 1975 — Кад би знала
- 1975 — На тргу бијелих ружа
- 1975 — Писмо мајци
- 1976 — Гледај ме у очи
- 1978 — Под истим кровом не живимо нас троје (ЛП)
- 1978 — Под истим кровом не живимо нас троје (Сингл)
- 1979 — Дјевојка се клела
- 1986 — Наздравите другови
- 1988 — Немој ми прићи
- 1999 — Пијем да је заборавим
- Бонус[5]